# Донати, Альдо
А́льдо Дона́ти (итал. Aldo Donati; 29 сентября 1910, Будрио — 3 ноября 1984) — итальянский футболист, полузащитник. Чемпион мира 1938 года.

## Биография
Донати начал свою карьеру в клубе «Болонья» в 1929 году, дебютировав в матче с «Дженоа» 25 мая 1930 года, который закончился поражением его команды 0:1. За «Болонью» Донати выступал на протяжении 8 лет, но большую часть времени он проводил на скамье запасных, лишь в единственном сезоне 1934—1935 он провёл более 10-ка матчей в чемпионате. Одновременно с игрой за клуб, Донати обучался в Университете Болоньи на факультет сельского хозяйства, 14 июля 1933 года он защитил там диплом на тему: «Пигменты листьев растений и возможность их добычи из отходов азиатского тутового шелкопряда». С «Болоньей» Донати дважды выигрывал Кубок Митропы, в 1932 и 1934 годах и дважды становился чемпионом Италии.
В 1937 году Донати перешёл в клуб «Рома». После первого же сезона в новой команде, Витторио Поццо, главный тренер сборной Италии, взял Донати на чемпионат мира, где Альдо не провёл ни одной минуты на поле, однако стал, вместе со сборной, чемпионом мира. В 1942 году «Рома», с Донати в составе, выиграла своё первое, в истории клуба, «скудетто», для Донати же это был 3-й чемпионский титул в карьере. В 1943 году Донати был мобилизован в Итальянскую армию, он вернулся в футбол лишь в 1945 году, когда провёл 2 игры за «Интернационале», 4 ноября гостевой матч с «Миланом» (победа Интера 3:1) и 18 ноября домашнюю встречу с «Ювентусом» (ничья 2:2).

## Достижения
- Обладатель кубка Митропы: 1932, 1934
- Чемпион Италии: 1936, 1937, 1942
- Чемпион мира: 1938